# Казарян, Виктор Артемович
Виктор Артемович Казарян (1 января 1930, станица Темиргоевская, Краснодарский край — 26 мая 2009, Москва) — советский ученый, конструктор, в области антенно-фидерных устройств, входил в группу разработчиков комплексов противовоздушной и противоракетной обороны, зенитно-ракетных комплексов С-300.

## Биография
Родился 1 января 1930 года.
В 1948 году, после окончания школы с золотой медалью поступил в МВТУ им Баумана, который также окончил с отличием.
С 1957 года работал в КБ-1 (НПО «Алмаз»), под руководством Льва Николаевича Захарьева. Принимал непосредственное участие в испытаниях С-300 на полигонах в Казахстане. Автор более 15 авторских свидетельств на изобретения, которые были внедрены в действующие системы. После защиты кандидатской диссертации был назначен руководителем группы модернизации систем ПВО.
Скончался 26 мая 2009 года, в Москве, похоронен на Ваганьковском кладбище.

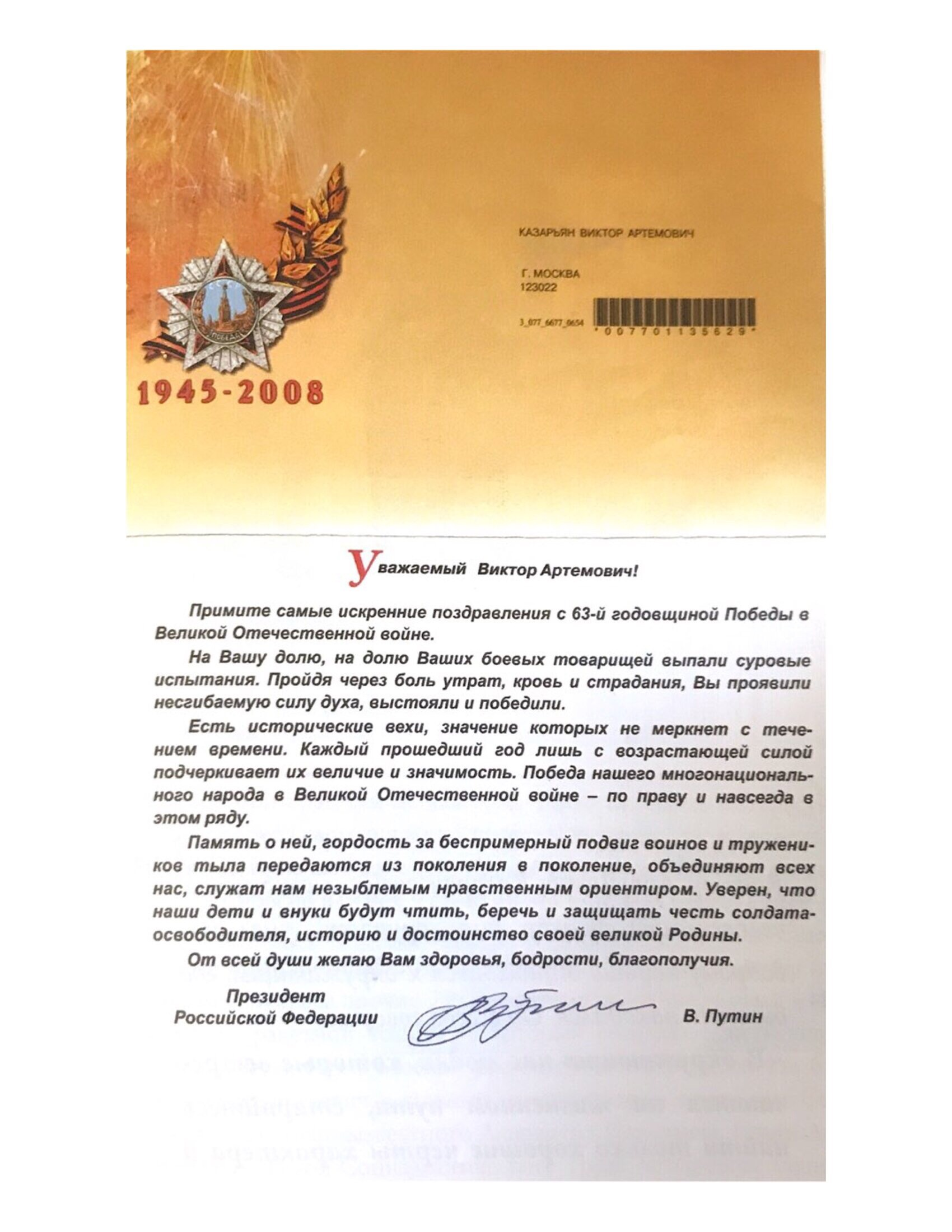
Поздравление с Днем Победы Президента России В. В. Путина В. А. Казаряну